# 阪神301形電車
阪神301形電車（はんしん301がたでんしゃ）は、かつて阪神電気鉄道が保有していた鉄道車両で、大正中期に製造された高床式の木造車である。このグループには301形のほか311形・321形・331形の各形式及び1形の総括制御車の車体を331形と同一のものに更新した291形が存在するが、本項ではこれらの車両についても併せて紹介する。

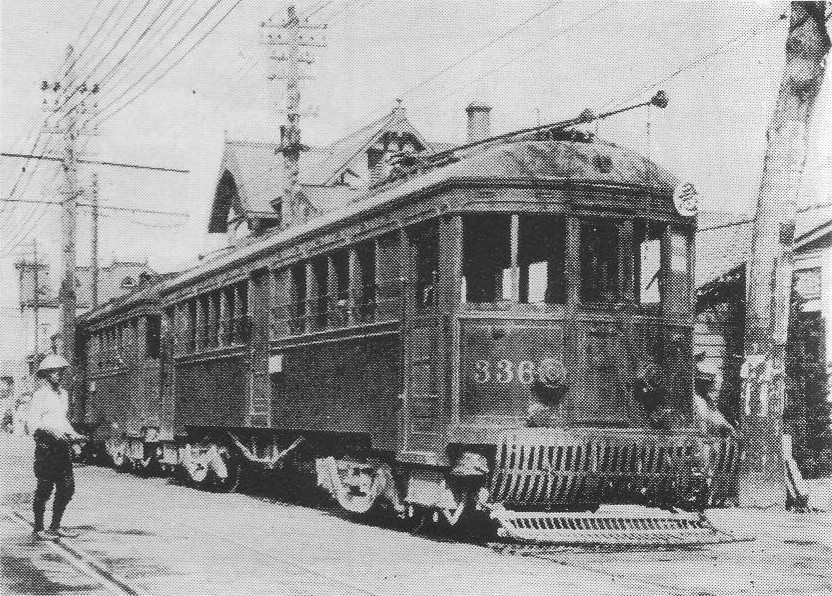
336

## 高速電車への移行
日本初の本格的なインターアーバンとして登場した阪神本線は、大正時代に入ると沿線の開発が進み、創業以来の1形や51形などの直接制御車では増加する乗客を運ぶことが困難になってきた。そこで連結運転を実施することになり、1形のうち10両を1915年に総括制御に改造したが、いったん内務省に申請して受理された梅田 - 青木間の連結運転の認可が差し戻され、再認可が1919年となったため、千鳥式運転の採用などで増加する乗客を運んでいた。
また、青木以西の連結運転も1919年に申請し、1921年にようやく運転速度の向上と併せて認可されたため、1形の代替も含めて連結運転に対応できる車両を新造することになったが、この頃にはライバルの阪急神戸線や東海道本線に対抗するために、神戸市内や御影周辺の併用軌道区間の解消をはじめ、全線の重軌条化や線形の改良を推進して高速電車への移行を図る方針を立てていたため、投入する新車も従来の路面電車に近いオープンデッキスタイルの車体から一変して、両端部にステップを残したものの3扉で高床ホームでの乗降に対応した車両を新造することとなり、301形の各形式が製造された。

## 概要
301形各形式は、1920年に登場した301形から1921年に登場した331形まで、1年間で70両が新造されたほか、1923年に1形の総括制御車の車体更新を実施して291形と形式変更を行ったのを含めると、4年間で80両という、当時の私鉄車両としては珍しく大量に増備されたグループであった。この項では各形式ごとの概要を紹介する。各形式の塗装は1形と同じ、現在の5001形などの「ジェットカー」の塗色に似た濃い青系統で、ドアや窓枠はニス塗りであった。また、両端のドアは路面区間での乗降にも便利なようにホールディングステップを取り付けていたが、中央部分のドアは高床ホームのみで乗降を取り扱うために当初からステップが取り付けられていなかった。この他、集電装置は、大阪、神戸市内に複架線区間が存在したことからダブルポールで登場した。なお、ポールは中央部にプラス側を、前面から向かって左側に取り付けられていたため、屋根上から見たら点対称の配置となっていた。

### 301形
1920年7 - 9月に301 - 310の10両が加藤車輌製作所で新造された。
車体は全長約14m、車体幅約2.3m、側面窓配置D6D6Dで側窓には2枚単位で上部に弓形の飾りがつき、前面は非貫通の3枚窓、屋根はダブルルーフで、トルペード式ベンチレーターを取り付けていた。
台車及び電装品は、台車は当初ボールドウィン75-25Aを装着する予定であったが、ジャーナルボックスが指示された寸法とは異なるもので完成したために、急遽J.G.ブリルBrill 27MCB-1に変更された。主電動機はゼネラル・エレクトリックGE-203Pを4基搭載し、制御器は手動加速式のGE製MK式を装備した。後に台車はブリル、ボールドウィン双方が使用できるように認可されている。この他、救助網を装備していたほか、全車バンドン式密着連結器を取り付けた。

### 311形
1921年に、301形の増備車として311 - 320の10両が田中車輌、藤永田造船所、野上機械、加藤車輌製作所で製造された。このうち、田中車輌製の311は、同社で製造された鉄道車両の第1号である。
車体は全長・車体幅、側面は301形と大きな違いはないが、前面は当時関西の私鉄電車で流行していた5枚窓のデザインを採り入れたほか、屋根は日本の高速電車では初めてのシングルルーフとなり、側面にはベンチレーターの代わりに通気口が取り付けられていた。台車及び電装品は301形と変わりがない。
この311形で採用された前面5枚窓、側面窓配置がD6D6Dでシングルルーフの屋根を持つ車体は、その後登場した321・331・291の各形式から初期の半鋼製車である371形、401形までの新製、改造車に継承されることとなった。

### 321形
1921年に、321形に引き続いて321 - 330の10両が日本車輌製造で製造された。車体の構成及び電装品は311形と同じであったが、台車はそれまでのブリル27MCB-1からボールドウィン75-25Aに変更された。

### 331形
1921年10 - 12月に331 - 370の40両が田中車輌、藤永田造船所、野上機械、加藤車輌製作所、日本車輌製造、汽車製造の6社で製造された。車体の構成及び台車、主電動機は321形と同じであったが、制御器はそれまでの手動加速式のMKから自動加速式のゼネラル・エレクトリックPC-5に変更され、連結器はトムリンソン式密着連結器を装備した。

### 291形
1923年に、1形の総括制御車41 - 50を種車に291 - 300の10両が日本車輌製造、田中車輌、加藤車輌製作所で車体更新を実施された。外観は331形と大きな変化はないが、台車及び電装品が更新の際に51形51 - 60と取り替えられて、台車がBrill 27-MCB1ながらもホイールベースの短いものに、主電動機はゼネラル・エレクトリックGE-90Aを装備した。制御器は種車と同じ手動加速式のMKであった。

## 連結、急行運転の主力
301形各形式登場前後の阪神本線の乗客増は抜本的な対策を必要としており、連結運転の申請に際しては大阪府、兵庫県の両知事が内務・鉄道の両大臣にその必要性を具申しているほか、沿線住民からの輸送力増強に関する陳情も会社を経由して上申されていた。これらの結果、前述のとおり1921年9月6日にスピードアップと全線での2両連結運転が許可され、同年11月7日から阪神本線において急行運転と2両連結運転が開始された。翌1922年11月8日からは西宮駅に追い越し設備が完成したことにより、同駅での緩急接続運転を開始、301形各形式は主力車両として直接制御で路面電車スタイルの1・51形を置き換えるとともに輸送力の増強に貢献した。また、1922年に大阪市内（野田 - 梅田間）が、1923年には神戸市内（岩屋 - 滝道間）がそれぞれ単架線化されると、各形式ともマイナス側のポールを撤去してシングルポール化された。1925年には301 - 321の各形式と331形との共通運用を図るために連結器をバンドン式からトムリンソン式に、制御器を手動加速式のMKから自動加速式の芝浦製作所RPC-50(301・311形)、PC-5(321形)にそれぞれ換装された。捻出された制御器と連結器は、同時期に新造された401形に流用されたものと推測されている。その後、1931年以降に塗色を青色から茶色に変更したほか、パンタグラフ化の実施に伴い、ポールを東洋電機製造製のTDK-G形パンタグラフに換装した。

## 早い鋼体化
301形各形式は鋼製車の371(601)・401(801)・831各形式の登場後も、主力車両としてこれらの形式とともに新設軌道線各線で運用されていた。しかし、乗客増と阪急神戸線、電化予定の東海道本線といったライバルを前にして、前述のとおり障害となる併用軌道区間を解消して、更なる近代化とスピードアップで対応することとした。御影付近では高架軌道に移設することで専用軌道化を実施したが、神戸市内では岩屋 - 三宮間を地下化することとなった。そこで問題となったのが、木造の301形各形式の存在であった。車体そのものはまだ新しかったが、木造車をそのまま地下線で使用するのは安全面で問題があることから、全車鋼体化改造を実施することとなった。ただ、80両もの車両を一度に鋼体化改造することは困難なため、5年間にわたって実施することとなった。
まず、1931年から1932年にかけて331形のうち20両が1001形に改造された。引き続いて1932年に291形全車を701形に、1933年には301形全車を1101形に、それぞれ鋼体化改造を実施した。また、この年の6月17日には神戸市内の地下線が開通したことによって、新設軌道線から併用軌道区間が消滅したことから、残存各形式の救助網を撤去したほか、パンタグラフの再換装が実施され、東洋電機製造製のPT-11Aに統一された。この他、321・331各形式の残存車は中央ドアにドアエンジンを取り付けた。
神戸市内地下化完成後は本線の大阪側及び支線運用に封じ込まれた301形残存の各形式であるが、1934年以降も鋼体化改造は積極的に推進され、同年に311形全車が1111形に、1934 - 1935年にかけて321形全車と331形のうち10両が1121形への鋼体化改造を実施された。残る331形10両も1936年に1141形への鋼体化改造を実施、ここにおいて阪神の新設軌道線の営業用車両の鋼体化は達成された。これは地下化という要因があったとはいえ、当時の鉄道会社としては画期的な事業であった。
鋼体化に際して余剰となった車体は、331形の車体のうち4両分が大改造を受けて、「アミ電」こと121形となった。また、車庫内において倉庫や詰所などに有効活用されたものがあったほか、331形の車体のうち2両分が木南車輌製造の手によって改造のうえ南武鉄道に売却されて、同社のサハ200形201・202となった。同社線の国鉄買収後も在籍していたが、1947年に廃車された。